# دانشگاه باکینگهام
دانشگاه باکینگهام (به انگلیسی: University of Buckingham) یک دانشگاه خصوصی در باکینگهام انگلستان است. این دانشگاه قدیمی‌ترین دانشگاه از پنج دانشگاه خصوصی این کشور است. و در سال ۱۹۸۳ تأسیس شد.